# La Calera (Córdoba)
La Calera is een plaats in het Argentijnse bestuurlijke gebied Colón in de provincie Córdoba. De plaats telt 24.796 inwoners.